# Joey Jacobs
Joey Jacobs (Purmerend, 10 april 2000) is een Nederlands voetballer die als verdediger voor Almere City FC speelt. Hij is de broer van Jamie Jacobs.

## Carrière
Joey Jacobs speelde in de jeugd van FC Purmerend, en speelde sinds 2011 in de jeugd van AZ. Ook speelde hij van 2015 tot en met 2017 voor Nederlandse vertegenwoordigende jeugdelftallen. In het seizoen 2017/18 zat Jacobs enkele wedstrijden op de bank bij Jong AZ, maar debuteerde pas het seizoen erna. Dit was op 12 oktober 2018, in de met 2-2 gelijkgespeelde thuiswedstrijd in de Eerste divisie tegen Jong FC Utrecht. hij kwam in de 74e minuut in het veld voor Léon Bergsma.
Op 11 januari 2022 maakte Jacobs in de wintertransferperiode de overstap naar Almere City FC. Daar tekende hij een contract tot 30 juni 2024, met de optie van verlenging met een jaar. Bij Almere City groeide Jacobs uit tot vaste waarde in het hart van de verdediging. Op 28 oktober 2022 maakte hij zijn eerste doelpunt in het betaalde voetbal, toen hij in een wedstrijd tegen Heracles Almelo (3-2 winst) een voorzet van Anthony Limbombe binnenkopte en zo de eindstand bepaalde. Jacobs promoveerde in 2023 via de nacompetite met Almere City naar de Eredivsie.

### Statistieken
| Seizoen                        | Club           | Land           | Competitie     | Competitie | Competitie | Beker | Beker | Overig | Overig | Totaal | Totaal |
| Seizoen                        | Club           | Land           | Competitie     | Wed.       | Dlp.       | Wed.  | Dlp.  | Wed.   | Dlp.   | Wed.   | Dlp.   |
| ------------------------------ | -------------- | -------------- | -------------- | ---------- | ---------- | ----- | ----- | ------ | ------ | ------ | ------ |
| 2017/18                        | Jong AZ        | Nederland      | Eerste divisie | 0          | 0          | –     | –     | –      | –      | 0      | 0      |
| 2018/19                        | Jong AZ        | Nederland      | Eerste divisie | 2          | 0          | –     | –     | –      | –      | 2      | 0      |
| 2019/20                        | Jong AZ        | Nederland      | Eerste divisie | 15         | 0          | –     | –     | –      | –      | 15     | 0      |
| 2020/21                        | Jong AZ        | Nederland      | Eerste divisie | 31         | 0          | –     | –     | –      | –      | 31     | 0      |
| 2021/22                        | Jong AZ        | Nederland      | Eerste divisie | 17         | 0          | –     | –     | –      | –      | 17     | 0      |
| 2021/22                        | Almere City FC | Nederland      | Eerste divisie | 17         | 0          | –     | –     | –      | –      | 17     | 0      |
| 2022/23                        | Almere City FC | Nederland      | Eerste divisie | 17         | 1          | 1     | 0     | 4      | 0      | 22     | 1      |
| 2023/24                        | Almere City FC | Nederland      | Eredivisie     | 10         | 2          | 1     | 0     | 0      | 0      | 11     | 2      |
| Carrièretotaal                 | Carrièretotaal | Carrièretotaal | Carrièretotaal | 109        | 3          | 2     | 0     | 4      | 0      | 115    | 3      |
| Bijgewerkt op 17 december 2023 |                |                |                |            |            |       |       |        |        |        |        |

1 Bakker ·
2 Dankerlui ·
3 Jacobs ·
4 Visus ·
5 Ritmeester van de Kamp ·
6 Carbonell ·
7 Providence ·
8 Tahiri ·
9 Robinet  ·
11 Kadile ·
12 Jasim ·
14 Zagaritis ·
15 Lawrence ·
16 Nalić ·
17 Hansen ·
18 Brym ·
19 Haye ·
20 Akujobi ·
21 Guillaume ·
22 Barbet ·
23 Balboa ·
24 Mattoir ·
25 Mamengi ·
26 Keller ·
27 Martins ·
28 Receveur ·
29 Wendlinger ·
30 Kuiper ·
31 Van der Wilt ·
32 De Nijs ·
34 Foah-Sam ·
34 Pinas ·
36 Beaumont ·
37 Puriel ·
39 Poku ·
40 Dors ·
50 Garden ·
Coach: Rijsdijk
· Assistent-coach: Booy
· Assistent-coach: Dastgir
· Assistent-coach: Talan
· Keeperstrainer: Etemadi